# Jean-Baptiste Bethune
Pour les articles homonymes, voir Bethune.
Pour les autres membres de la famille, voir Famille de Béthune (Belgique).
Jean-Baptiste Bethune né le 25 avril 1821 à Courtrai (Belgique) et mort le 18 juin 1894 à Marke (Belgique), est un architecte, artisan et décorateur belge. Il joua un rôle central dans le développement de l’art néo-gothique en Belgique.

## Biographie
Jean-Baptiste Bethune est issu d’une famille de riches marchands, originaire de Lille et installée en Belgique au siècle précédent. Sa parentèle, ainsi que Jean-Baptiste Bethune lui-même, étaient catholiques fervents, et la plupart des membres de sa famille avaient une activité politique ou occupaient des postes dans la fonction publique. La famille fut anoblie par le roi des Belges (titres de chevalier en 1845 puis de baron en 1855 et 1871) .

Blason

Bethune fait d'abord des études de droit à l’Université catholique de Louvain, puis s’engagea dans une carrière politique, siégeant au conseil provincial de Flandre-Occidentale à Bruges. Il reçut sa formation artistique de base à l’Académie des Beaux arts de Courtrai (ses professeurs étaient L. Verhaegen et Jules Victor Génisson). Paul Lauters l’initia à la peinture paysagiste, tandis que le sculpteur C. H. Geerts (1807–1855) ― pionnier du style néo-gothique ― l’introduisit à la sculpture. Entre 1842 et 1843, puis encore en 1850, il effectua un voyage en Angleterre, et y rencontra Augustus Welby Pugin (1812-1852), promoteur du néo-gothique en Angleterre, et qui s'était converti au catholicisme, ce qui ne l'empêcha pas de continuer à construire ou restaurer des lieux de culte anglicans.
La rencontre avec Pugin et la vue de ses créations portèrent Bethune à s’intéresser davantage à l’architecture et aux arts appliqués. À l’instar de Pugin et de ses disciples et émules comme George Gilbert Scott, Bethune développa l’idée qu’un renouveau artistique des arts du monde chrétien médiéval serait propre à inspirer une société nouvelle et profondément chrétienne. De retour au pays, Bethune fut encouragé par le chanoine C. Carton à s’engager dans la création d’un authentique art chrétien. Peu à peu, il se mit à concevoir lui-même des œuvres, se décidant finalement, en 1854, à fonder son propre atelier de vitrail, sur les conseils de J. Hardman (1812–67), artisan vitrailliste travaillant pour le compte de Pugin.
Avec le poète flamand Guido Gezelle, avec qui il s’était lié d’amitié, il fut le cofondateur, à Bruges en 1851, de la Société de Saint-Luc, qui se donnait pour but de former des architectes dans l’esprit religieux de la tradition gothique médiévale. En 1863, avec Joseph de Hemptinnet, Jean Baptiste Bethune ouvrira sa première école permanente à Gand en 1863, l'Ecole Saint Luc, dont l'enseignement sera influencée par les théories architecturales et décoratives de Viollet le Duc .

. C’est dans cet institut que seront découverts et formés de nombreux artistes dont Ernest Cracco. Les écoles Saint-Luc, institutions catholiques destinées à faire contrepoids aux académies officielles, offraient également des formations en artisanat d'art, enseignant aux élèves l’art du vitrail, la sculpture sur bois, la peinture, l’orfèvrerie et le travail de l’argent... Le dessein était de former un groupe d’artisans d’art capables de prendre en charge l’ensemble de l’ameublement d’une église gothique nouvellement construite et de la décorer intégralement. En tant que professeur et patron de la société archéologique Gilde de Saint-Thomas et de Saint-Luc, fondée en 1863, Bethune, privilégiant les formes typiques de l’architecture gothique brugeoise, allait exercer une influence déterminante sur le développement ultérieur du style néo-gothique belge, dont il est considéré comme le chef de file. Parmi ceux qui bénéficièrent de son enseignement ou qui furent influencés par lui, on trouve les noms d’Ernest Cracco, déjà cité, et des architectes Joris Helleputte et Louis Cloquet. Il entretint des contacts avec ses contemporains à l’étranger, tels que Pierre Cuypers, Edward Welby Pugin, August Reichensperger et Edward von Steinle, desquels il était apprécié.
Dévoué, obstiné, il est animé par un esprit religieux ; pour lui le gothique va de pair avec le renouveau catholique.

## Œuvres

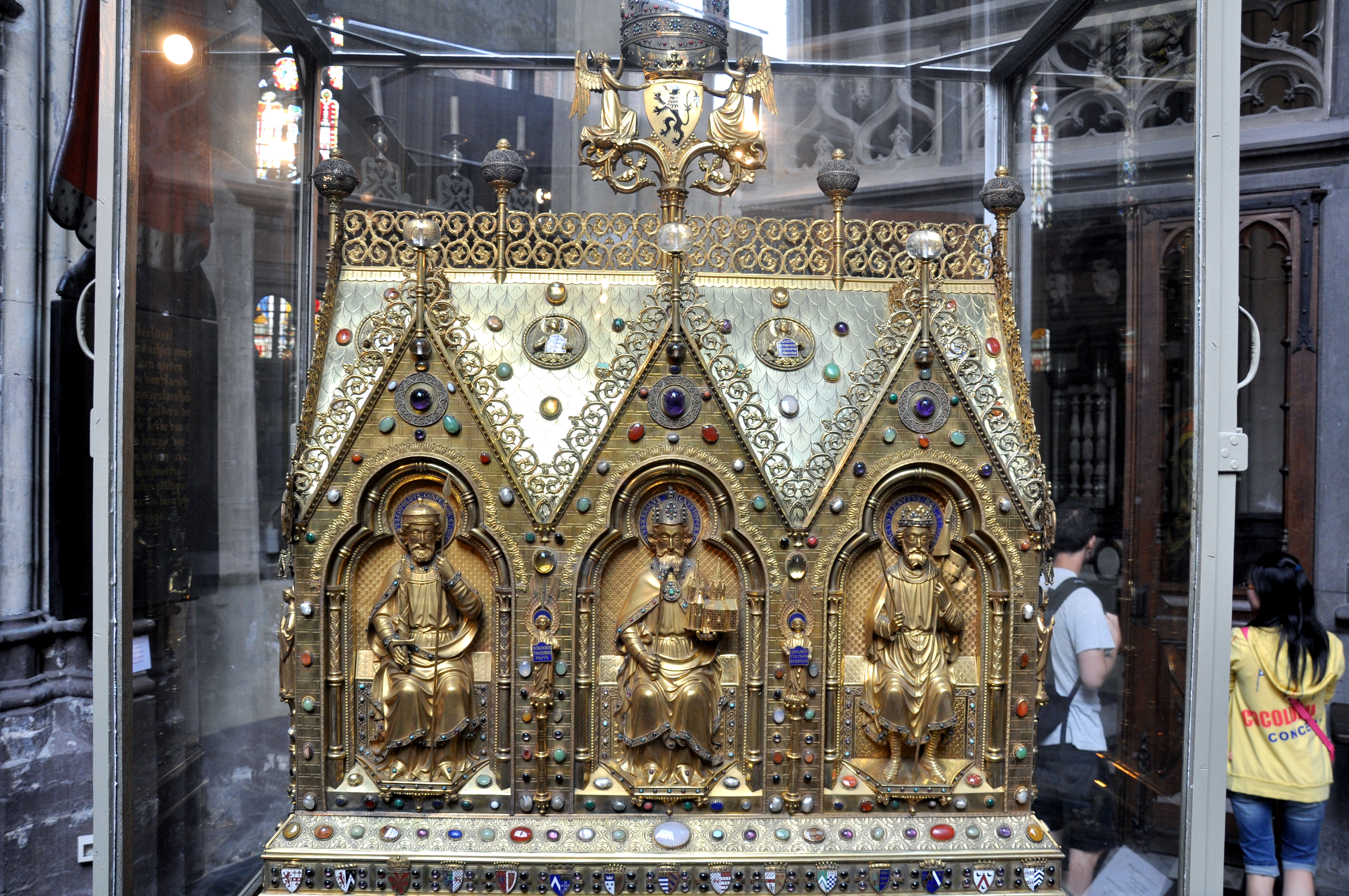
Châsse de Charles le Bon, œuvre de Jean-Baptiste Bethune, cathédrale Saint-Sauveur à Bruges

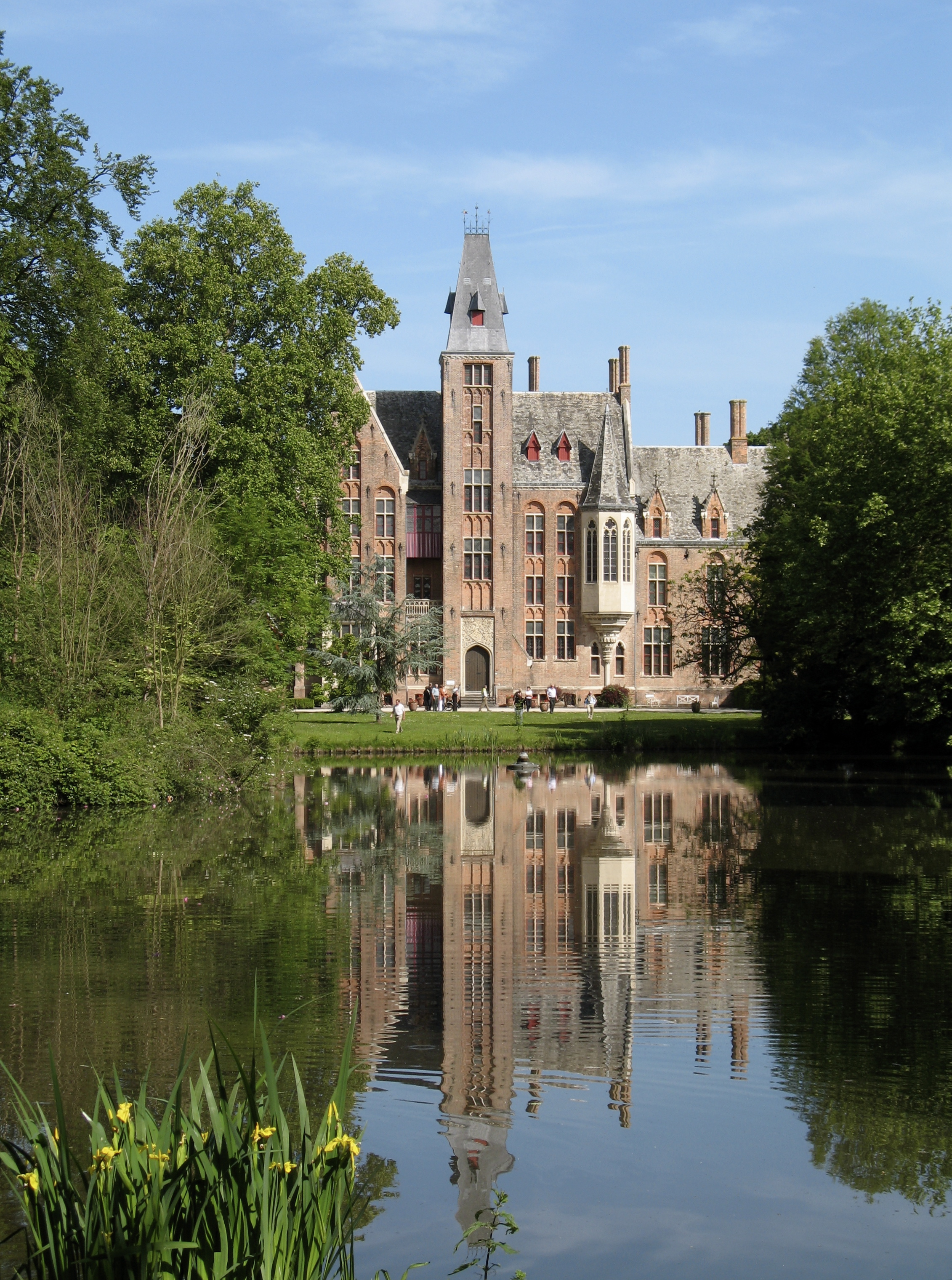
Château de Loppem.

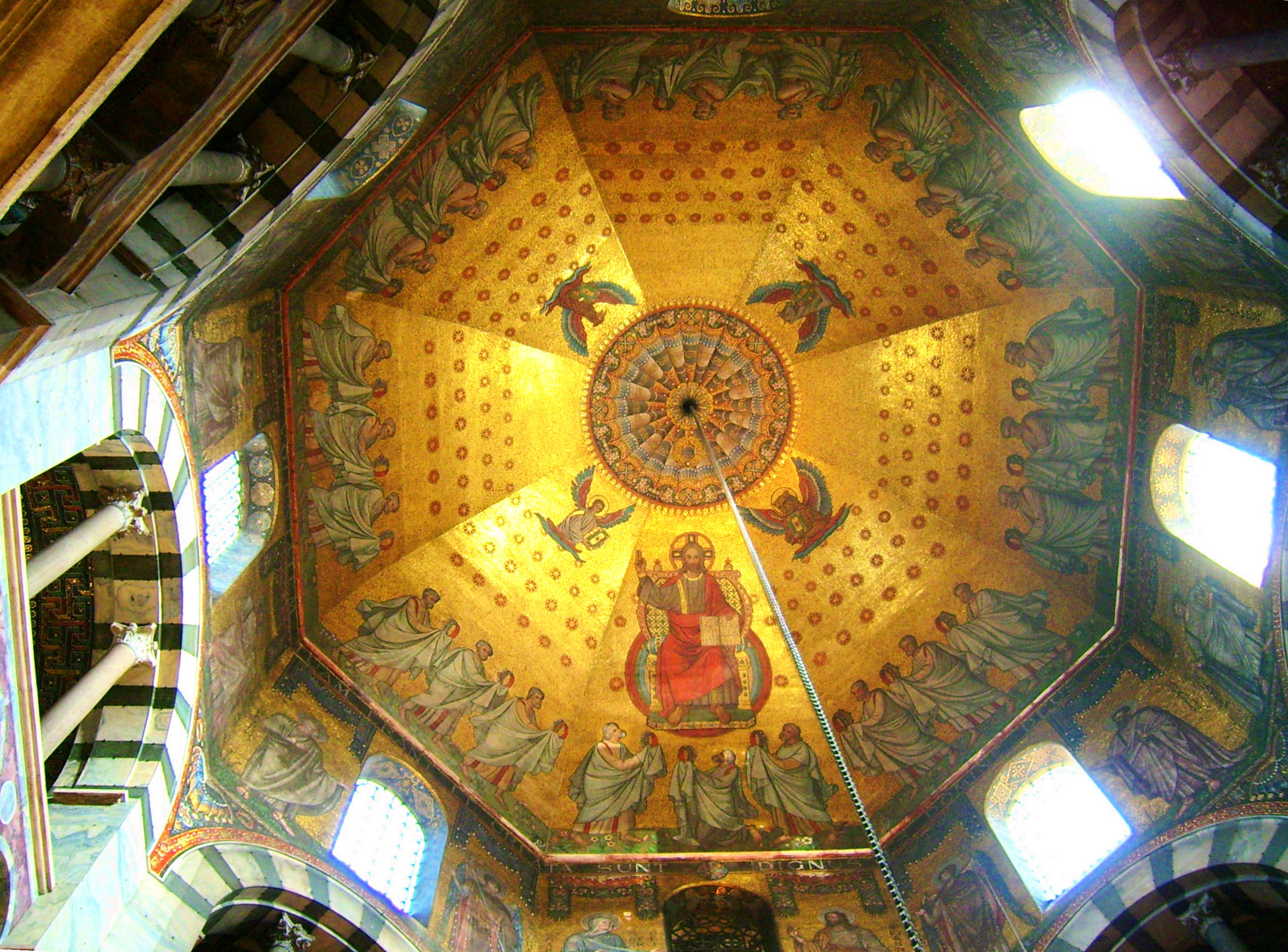
Mosaïques néo-byzantines dans le dôme de la cathédrale d'Aix-la-Chapelle, créées d’après les plans de Bethune.

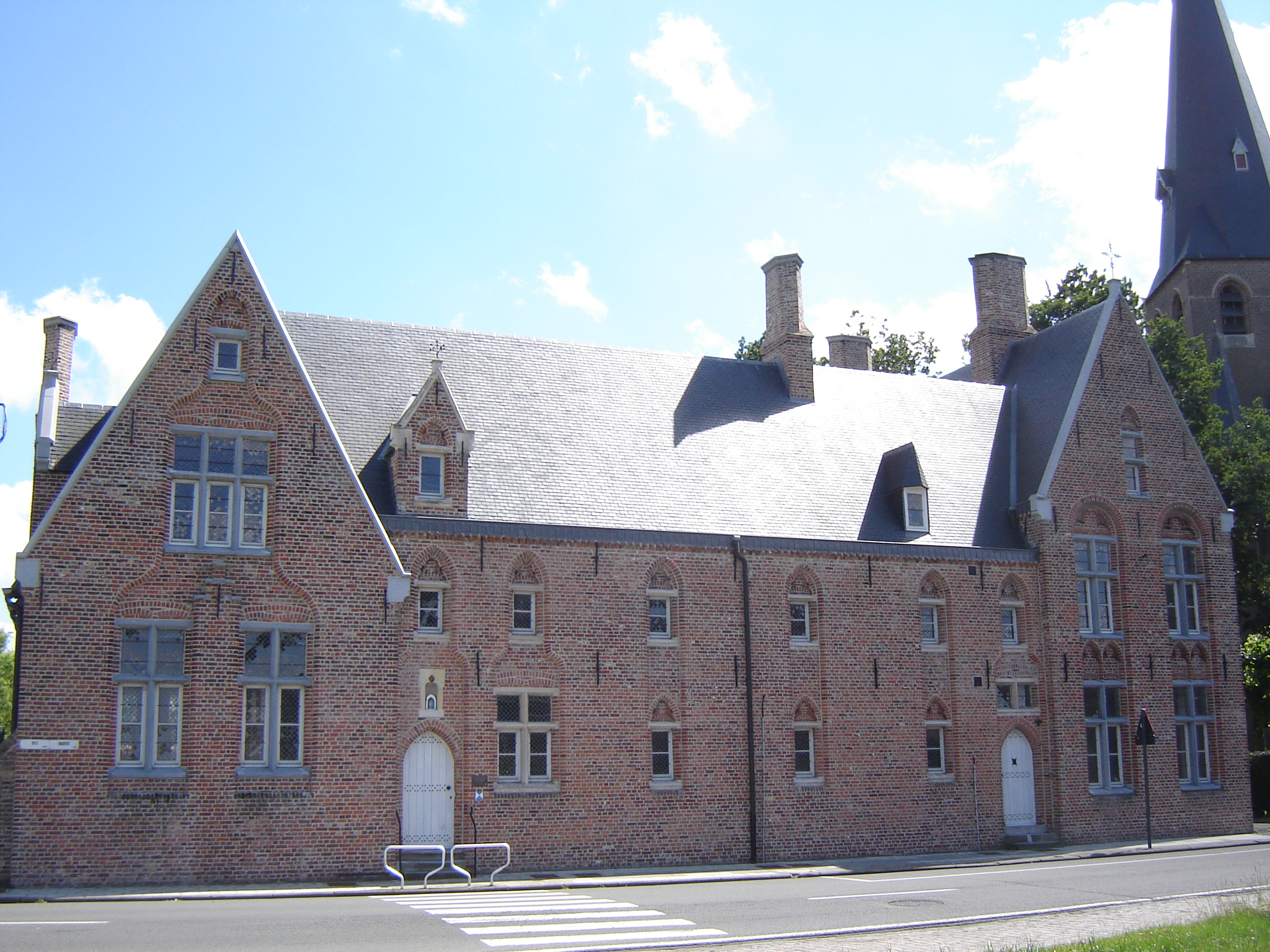
Couvent néo-gothique de Vivenkapelle, construit d'après les plans de J.-B. Bethune.

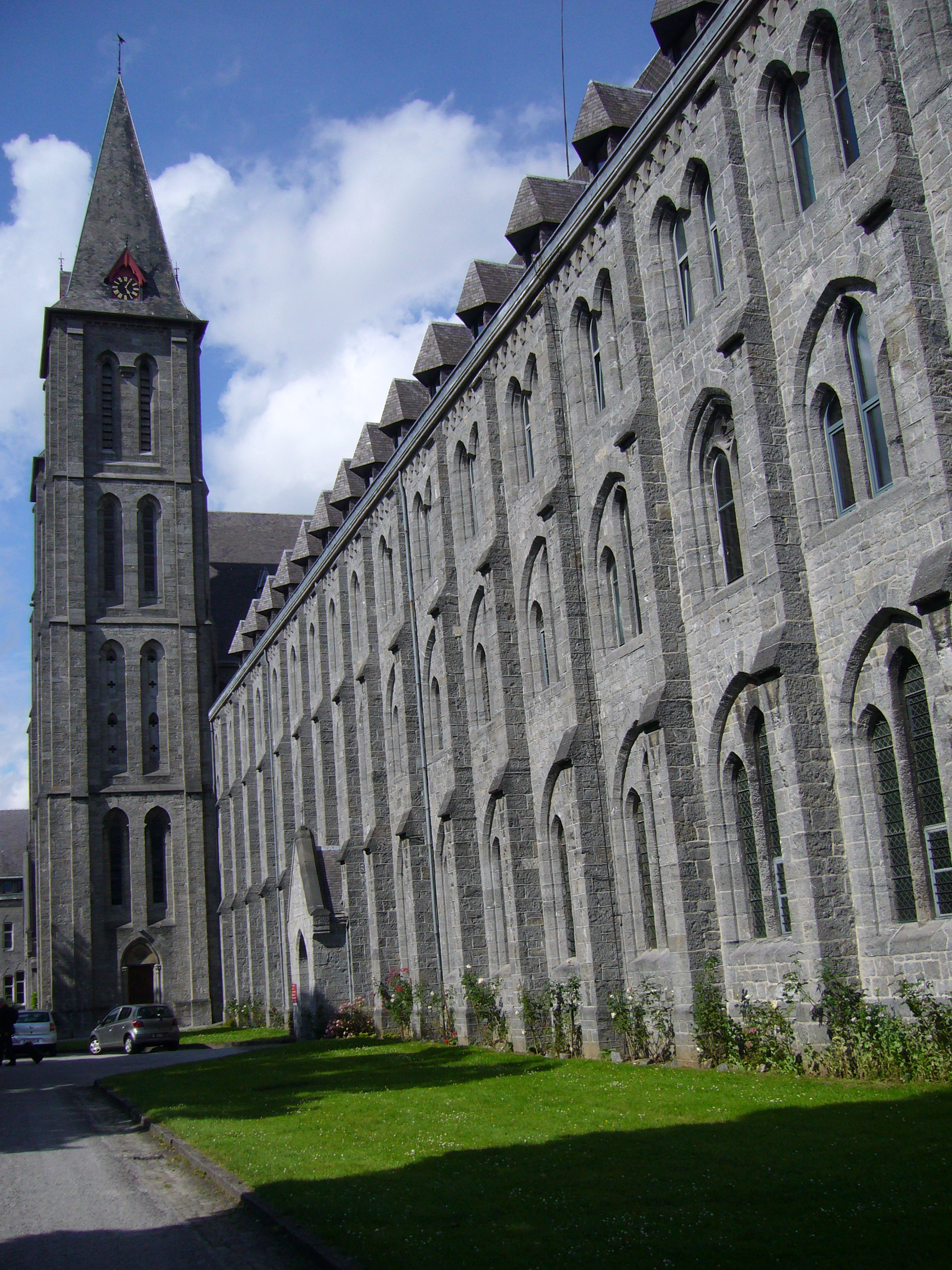
Abbaye néo-gothique de Maredsous.

Dans ses créations architecturales, Bethune adopta le vocabulaire formel de l’architecture flamande typique, à base de briques, de la fin du moyen âge, plus spécifiquement celle de la ville de Bruges.
En cela il suit le discours de Viollet le Duc qui préconisait le retour à un art vernaculaire issue de l’esprit du lieu ou « genius loci » : chaque peuple créé un art unique qui est le reflet rationnel de son environnement particulier, de ses besoins et des ressources qui lui sont accessibles.
Par son ascendant et son enseignement, il parvint à faire admettre ce point de vue à nombre de ses disciples. Ce parti pris formel, conjointement avec sa forte inspiration catholique et ses affinités avec Viollet le Duc ou Pugin en Angleterre est ce qui marque la différence entre son école et les académies officielles en Belgique.
Outre ses projets en architecture, sa très vaste œuvre comprend des ouvrages dans quasiment tous les arts plastiques et décoratifs. Depuis la Belgique, ses projets se répandirent dans la plupart des autres pays européens. La qualité de son travail peut se juger le mieux à ses projets architecturaux intégrés, lesquels combinent toutes les formes d’art, comme le château de Loppem, l’ensemble d’édifices de Vivenkapelle (comprenant une église, un presbytère et une école associée à un couvent) et le grand complexe de l’abbaye de Maredsous.
Les ouvrages de Bethune présentent un caractère architectural, archéologique et didactique prononcé. Par ses vitraux (p.e. dans les cathédrales de Bruges, Gand, Anvers et Tournai), par ses peintures murales (p.e. dans le château de Maaltebrugge, 1862–1864) et par ses mosaïques (dans la cathédrale d'Aix-la-Chapelle, 1872), il contribua grandement à redonner vie à ces formes d’expression artistiques.
Parmi ses principales réalisations de créateur d’objets d’orfèvrerie et d’argenterie, on peut citer sa Tiare belge offert au pape Pie IX en 1871, la châsse de Charles le Bon dans la cathédrale Saint-Sauveur de Bruges (1883), et la châsse de saint Lambert dans la cathédrale Saint-Paul de Liège (1884).

## Quelques œuvres

### Architecture
Chacune des réalisations architecturales recensées ci-dessous comportait également la conception du mobilier et de la décoration (hormis l'église Saint-Joseph de Roubaix).
- Abbaye de Maredsous (1872-1889) : situé au sommet d’une colline, ce vaste monastère bénédictin fondé en 1872 par l’abbaye de Beuron (Allemagne), à la demande de la famille Desclée, présente un ensemble de bâtiments néo-gothiques en bel appareil de calcaire.
- Château de Loppem (à proximité de Bruges), en collaboration avec Edward Welby Pugin, fils d’Augustus Pugin, 1859-1862.
- Chapelle, couvent et bâtiments de l'ancien orphelinat de Boussu, 1875.
- Église, presbytère et école à Vivenkapelle, près de Damme, 1860-1870.
- Église de Trieu à Courrière (entité d'Assesse, prov. de Namur), caractéristique par sa haute tour placée à la croisée du transept. Restaurée par l’architecte R. Alsteen à la suite de son incendie en 1940.
- Ancienne église de l'œuvre des Flamands de Paris, 1873 (détruite vers 1970), en collaboration avec Arthur Verhaegen.
- Église du béguinage de Mont-Saint-Amand, dans la banlieue est de Gand, 1874.
- Église Notre-Dame-de-Lourdes, et résidence Saint-Victor, à Oostakker, 1877
- Chapelle Notre-Dame du noviciat des Jésuites à Tronchiennes, à l’ouest de Gand, 1877.
- Couvent des Clarisses de l'Épeule à Roubaix, France.
- maison Desclée , rue Saint Jacques à Tournai ) connue anciennement sous "le Relais du miroir"
- Église Saint-Joseph de Roubaix, France. Le baron ne réalise pas la décoration intérieure en raison de conflits avec le clergé local.
- Église de Fontenoy, dans le Hainaut belge.
- Collège Saint-Vincent à Soignies, 1877.

### Arts appliqués
- Conception de la Tiare belge, offerte au pape Pie IX en 1871.
- Décoration mosaïque de la coupole de la cathédrale d'Aix-la-Chapelle, exécutée d’après les dessins de Bethune par l’atelier du Vénitien Antonio Salviati, 1879-1881.
- Monuments funéraires de Mgr Gravez, évêque de Namur, et de la famille Lefèvre à Sclayn (dans la commune d’Andenne, province de Namur).
- Conception d’une châsse destinée à conserver les reliques de Charles le Bon, dans la cathédrale de Bruges, 1883-1885.
- Conception de la châsse de Saint Lambert dans la cathédrale de Liège, 1884-1896.
- Collégiale de Dinant : le retable du maître-autel et diverses pièces d’ameublement.
- Aménagements civils et religieux aux châteaux de Denée, Gesves et Spontin.
- Création d'un grand nombre d'images religieuses, gravures ou chromolithographies, de style néogothique, destinées à illustrer les ouvrages de la Société de Saint Jean l'Evangéliste, de la société de Saint Augustin et/ou des éditions Desclée. Ces images étaient également destinées à être éditées seules comme images pieuses[3].
- Conception d’un grand nombre de luminaires néogothiques mais aussi d’objets destinés à l’aménagement des églises (chandeliers d’autel, croix, repose-missel, reliquaires…) pour la cuivrerie Saint-Eloi, fondée par les frères Desclée et située à Roubaix (le magasin est également conçu par Béthune)[4].

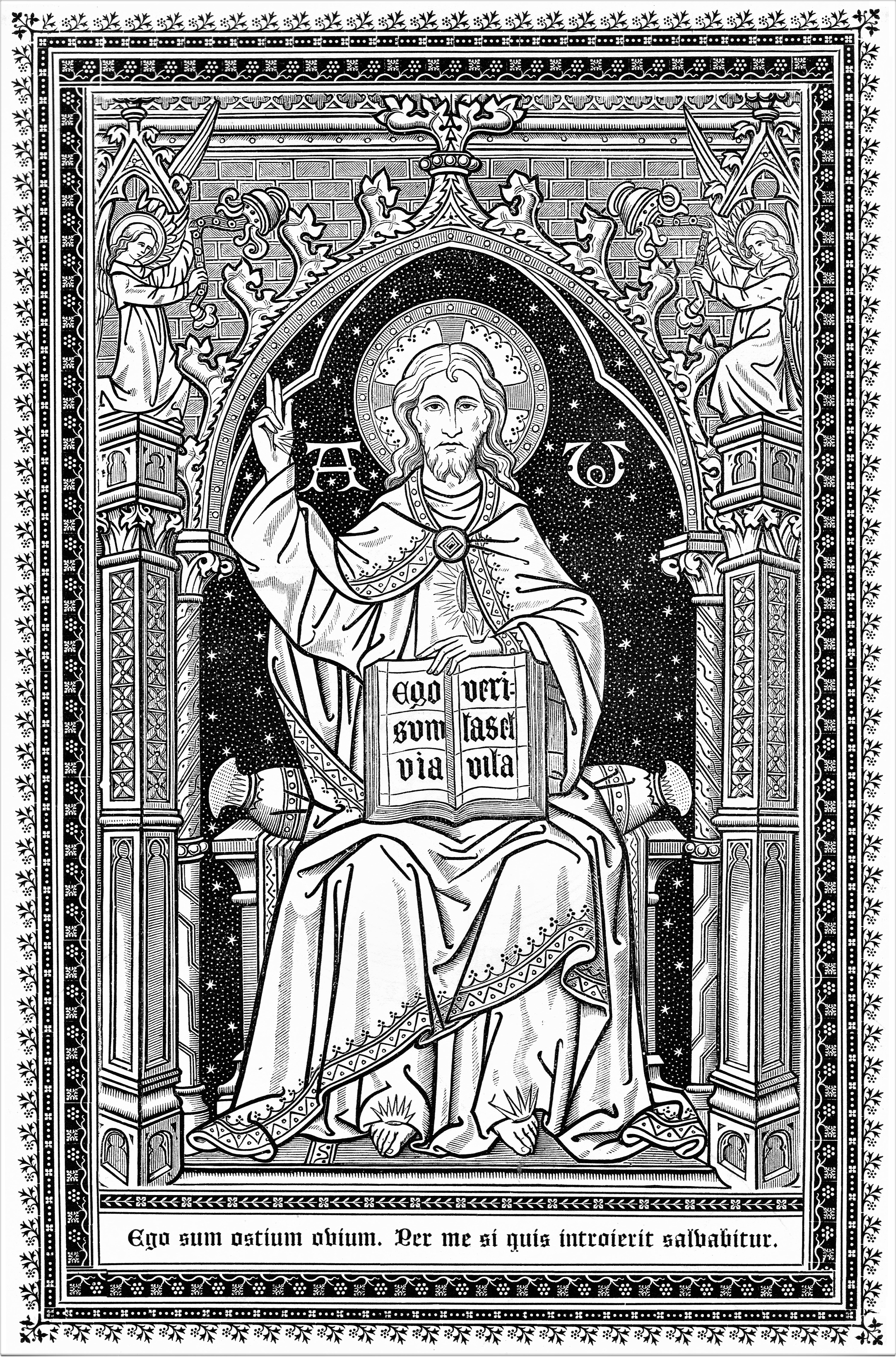
Frontispice d'un Missale Romanum édité par Desclée représentant le Christ en Majesté.

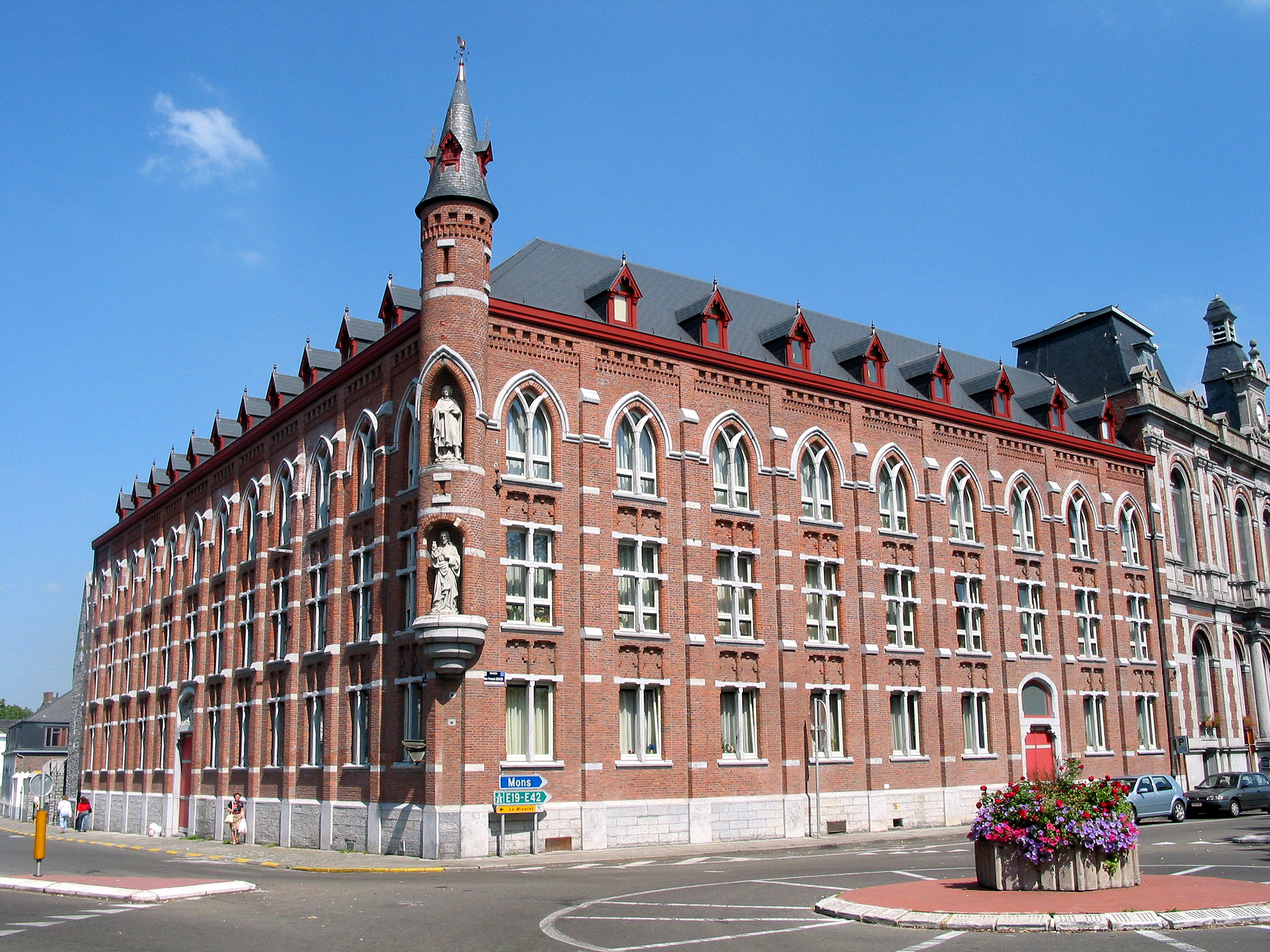
l'ancien orphelinat de Boussu (Belgique)

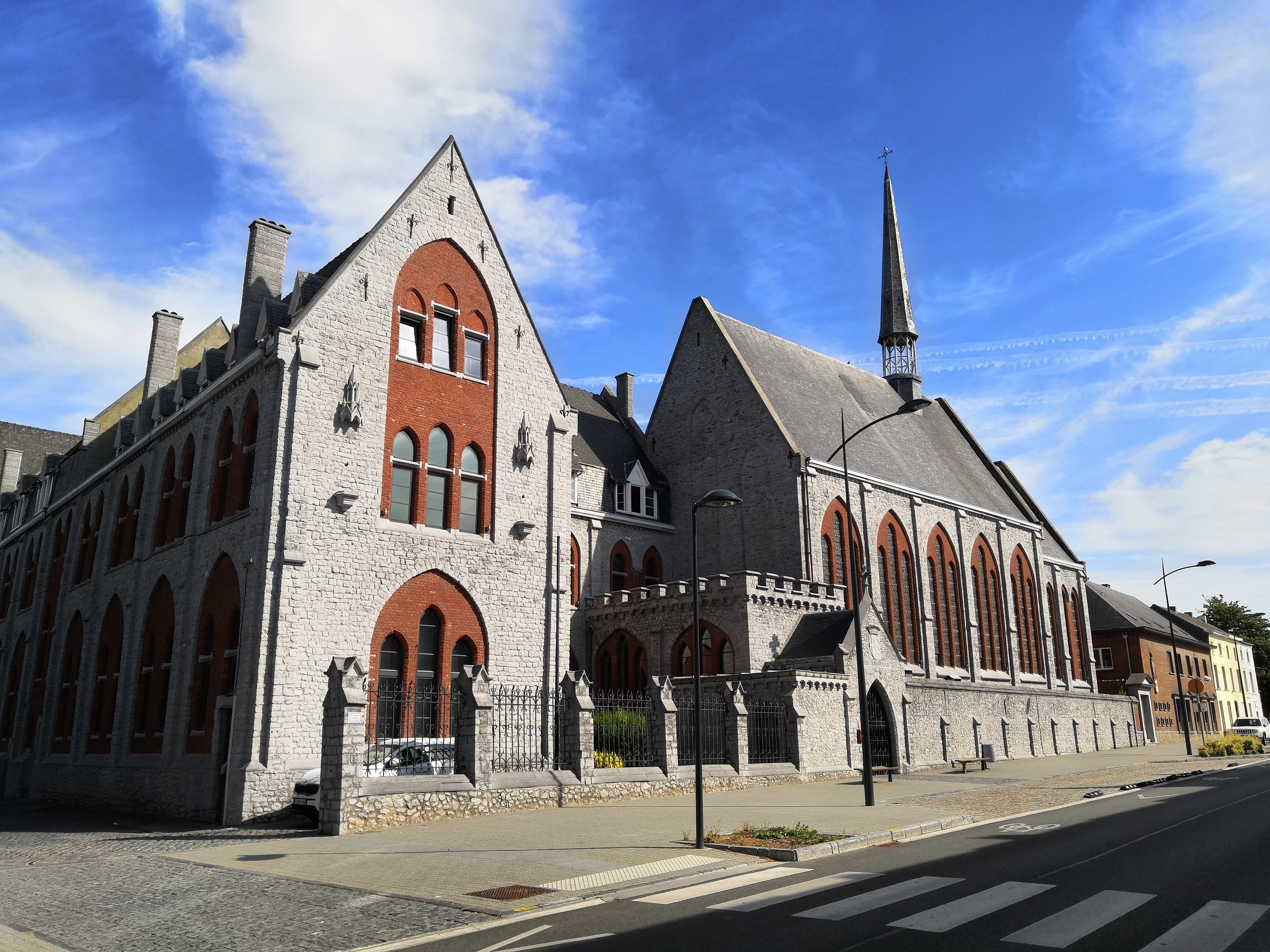
le Collège Saint-Vincent de Soignies (Belgique)

- Le Maître-autel majeur et ses 12 statues, la chaire de vérité et les confessionnaux de l'église de fer d'Argenteuil (Ohain) hélas détruits lors de la démolition de l'église en 1941[5].